# Claudio Pellegrini (físico)
Claudio Pellegrini (Roma,  9 de mayo de 1935) es un físico italiano conocido por su trabajo pionero en el campo de los láseres de electrones libres de rayos X y los efectos colectivos en los haces de partículas relativistas. Estudió en la Universidad de Roma La Sapienza, donde recibió la licenciatura (laurea) en física summa cum laude en 1958 y el doctorado superior (libera docenza) en 1965.  De 1958 a 1978, trabajó en el Laboratori Nazionali di Frascati para la física de altas energías y la física nuclear.  A principios de los años 60, estuvo en el NORDITA (Instituto Nórdico de Física Teórica) en Copenhague, trabajando en una formulación alternativa de la teoría de la relatividad general utilizando los campos de la tétrada para obtener, entre otras cosas, una mejor descripción del complejo energía-momento. En 1978, se trasladó a los Estados Unidos y comenzó a trabajar en el Laboratorio Nacional de Brookhaven, donde fue presidente asociado de la National Synchrotron Light Source y codirector del Center for Accelerator Physics. En 1989, aceptó un nombramiento en la Universidad de California en Los Ángeles (UCLA) como profesor de física, y más tarde se convirtió en profesor distinguido.
En el Laboratori Nazionali di Frascati, trabajó en el desarrollo de colisionadores electrón-positrón.  Estudió la física de los haces de partículas en aceleradores, concretamente las inestabilidades y los efectos colectivos en los haces de partículas de alta intensidad resultantes de la interacción de las partículas con un campo electromagnético autogenerado. En 1968 descubrió un nuevo efecto colectivo, la inestabilidad cabeza-cola (Head-Tail-Instability), que limita la luminosidad de un colisionador.  La teoría sugirió una manera de controlar la inestabilidad que se ha aplicado a todos los colisionadores y anillos de almacenamiento, aumentando la luminosidad del colisionador y extendiendo su alcance para explorar la física de partículas elementales.
En Brookhaven, estudió los láseres de electrones libres (FEL) y su aplicación a la generación de pulsos de rayos X coherentes de alta intensidad. En 1992, basándose en estos estudios, propuso la construcción de un FEL de rayos X en el SLAC National Accelerator Laboratory basado en la emisión espontánea auto-amplificada (SASE) para crear pulsos de rayos X coherentes de un angstrom largo de femtosegundo. De 1998 a 2001, Pellegrini y sus colaboradores demostraron experimentalmente la validez de la teoría SASE. Este trabajo y la propuesta de 1992 condujeron a la construcción de la Fuente de Luz Coherente Linac (Linac Coherent Light Source, LCLS), el primer láser de rayos X de 1-angstrom, que ha estado operando exitosamente en el SLAC desde 2009. La LCLS ha abierto una nueva ventana para la exploración de la ciencia atómica y molecular en la longitud de un angstrom-un femtosegundo y la escala de tiempo característica de estos fenómenos.
En 1999 recibió el Premio Internacional de Láser de Electrones Libres (FEL) por su trabajo en láseres de electrones libres de rayos X. En 2001, recibió el Premio Robert R. Wilson de la American Physical Society. En 2014, Pellegrini fue galardonado con el Premio Enrico Fermi por el presidente estadounidense con la cita 

For pioneering research advancing understanding of relativistic electron beams and free-electron lasers, and for transformative discoveries profoundly impacting the successful development of the first hard x-ray free-electron laser, heralding a new era for science.
Por sus investigaciones pioneras que avanzan en la comprensión de los haces de electrones relativistas y de los láseres de electrones libres, y por sus descubrimientos transformadores que influyen profundamente en el desarrollo exitoso del primer láser de electrones libres de rayos X duros, anunciando una nueva era para la ciencia.
Barack Obama

 En 2017 Pellegrini fue elegido miembro de la Academia Nacional de Ciencias de Estados Unidos.